# Kejser A
 Der er for få eller ingen kildehenvisninger i denne artikel, hvilket er et problem. Du kan hjælpe ved at angive troværdige kilder til de påstande, som fremføres i artiklen.

Andreas Abildlund født 1986 alias Kejser A er en dansk rapper, mest kendt for sin single Gabriella, eller sejren over Mikkel Lauritzen alias  Mikl i MC's Fight Night i 2004. 
Abildlund voksede op i Skanderborg, og efter et år i Slagelse X Class, er han nu bosat i Århus. Han var tidligere medlem af Gruppen "Gadekrydset", som han dannede sammen med Thorbjørn Bech Rossen alias Ham Den Lange og Illest (Daniel Bergholdt). Han dannede gruppen Haven Morgan sammen med Thorbjørn Bech Rossen, og de udgav i november 2006 EP'en Et Lille Eventyr, der hittede med de to singler Toget Kører Til Helvede og Velkommen I Haven.
Abildlund vandt MC's Fight Night i 2004, hvor han slog Michael Mühlebach Christiansen alias Jøden i kvartfinalen, Peter Ankjær Bigaard alias Pede B i semifinalen og Mikkel Lauritzen i finalen. Han vandt samme år også "Den Gyldne Mic"/Punchline-Awarden ved MC's Fight Night for mest "Stødende" sætning mod Peter Ankjær Bigaard i semifinalen. Sætningen var "yo man du et fucking udskud, du var på hjemmebane, men blev alligevel bu'et ud".
Abildlund har siden deltaget ved MC's Fight Night i 2005 hvor han i kvartfinalen tabte til Peter Ankjær Bigaard, i 2006, hvor han både vandt Punchline-Awarden og gik hele vejen til finalen, men tabte til Mads Viktor alias Fantomet. Han har desuden været med på MC's Fight Night Showbattle Tour i 2006 og var med på MC's Fight Nights Grøn Koncert Tour i 2007 og 2008. Men hans største præstiation var da han  gjorde comeback d. 16 oktober 2010 i KB hallen i København, hvor han med sejren over Johnni Gade alias Johnni G vandt MCs Fight Night 2010.  
Udkommer til december 2015 med sin første soloudgivelse EP'en "Færdig", der kun udgives på vinyl.  